# Burhinus
Burhinus es un género de aves caradriformes perteneciente a la familia Burhinidae; que solo contiene dos géneros, y este es el más numeroso con sus 7 especies. Dos de estas especies de alcaravanes son endémicas de América, y las cinco restantes habitan en distintas zonas de Eurasia, África, y Australia.

## Especies
Este género se subdivide en 6 especies:
- Burhinus grallarius - alcaraván colilargo;
- Burhinus senegalensis - alcaraván senegalés;
- Burhinus capensis - alcaraván de El Cabo;
- Burhinus oedicnemus - alcaraván común;
- Burhinus vermiculatus - alcaraván acuático;
- Burhinus indicus - alcaraván indio.

## Galería

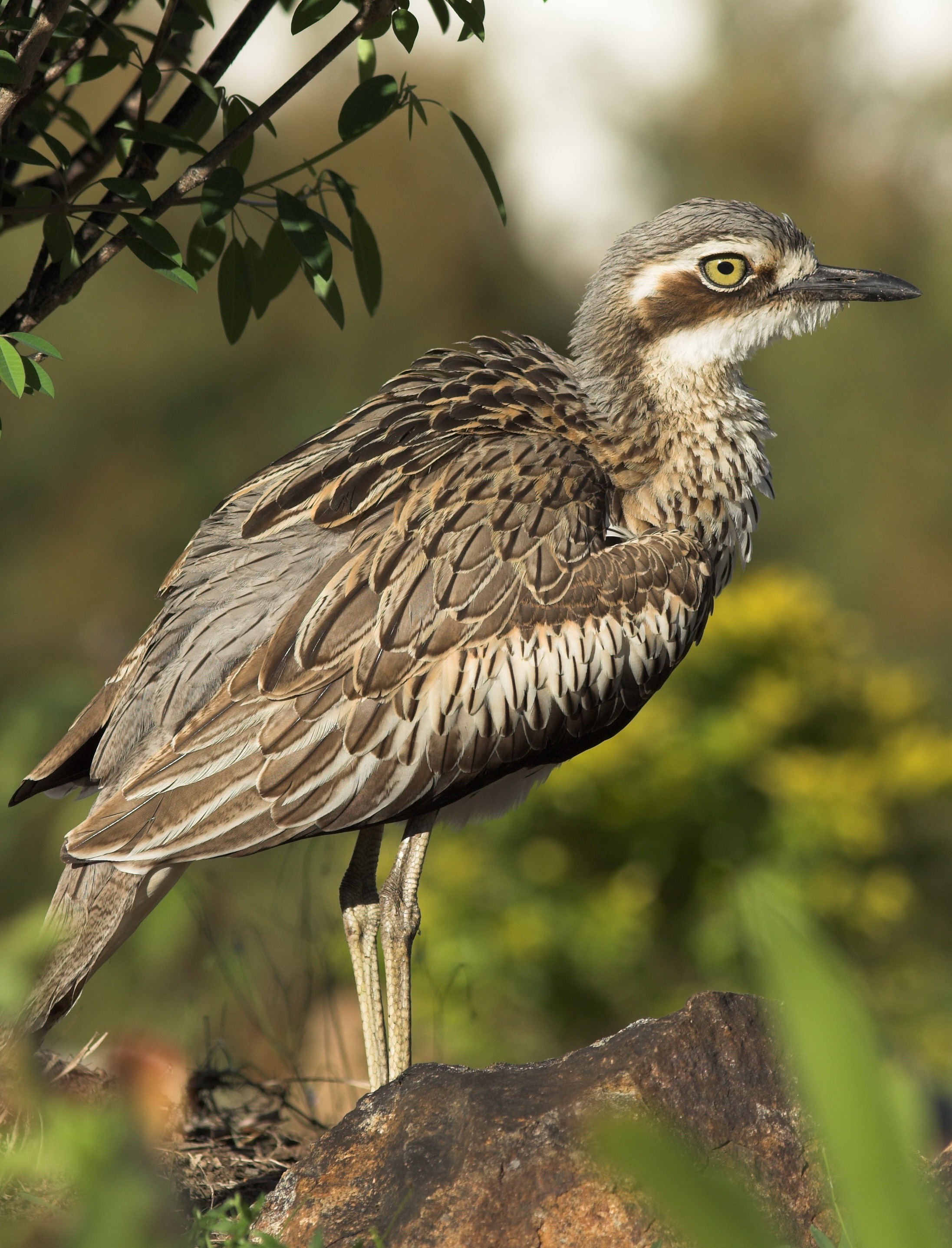
Burhinus grallarius
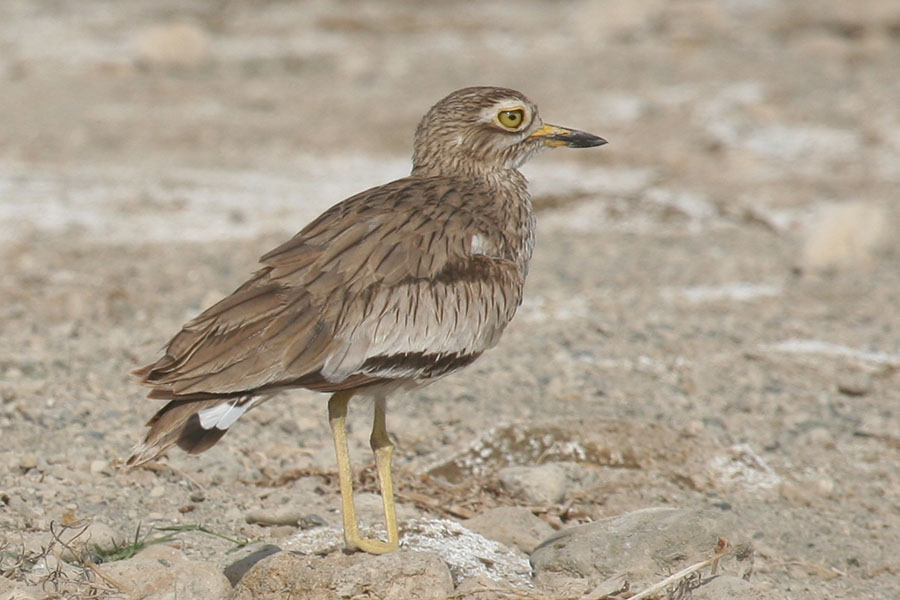
Burhinus senegalensis
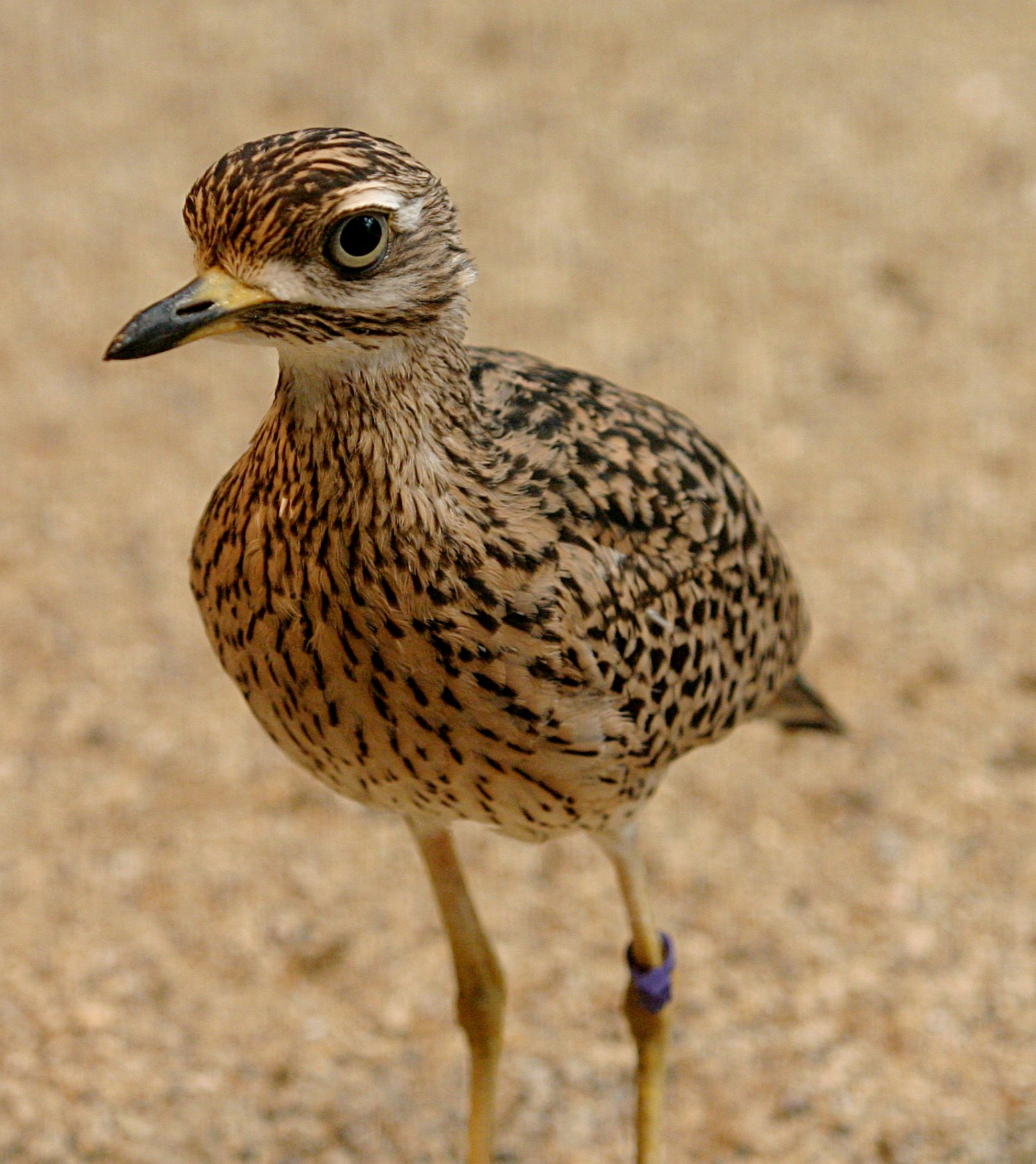
Burhinus capensis
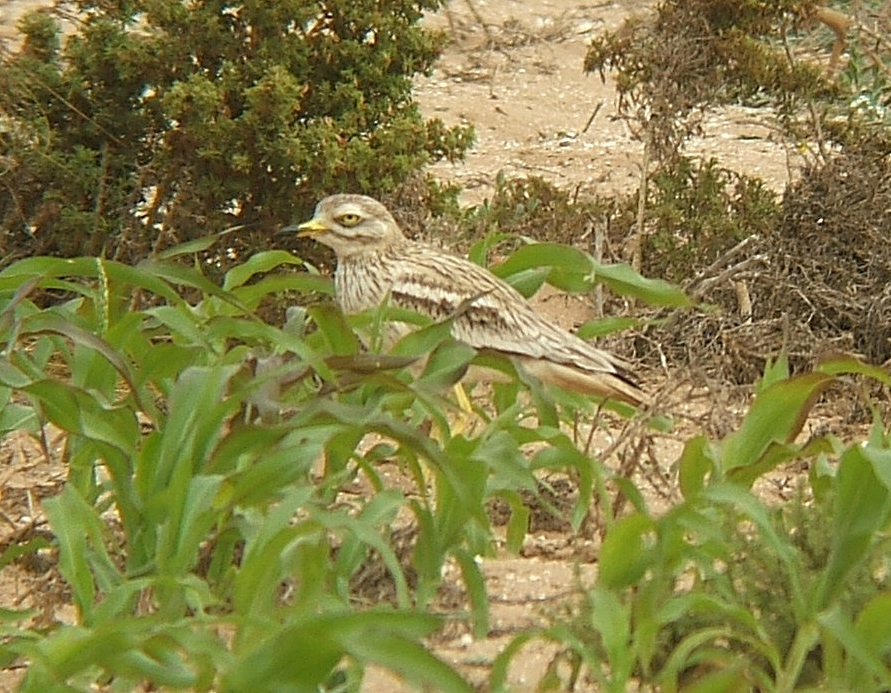
Burhinus oedicnemus
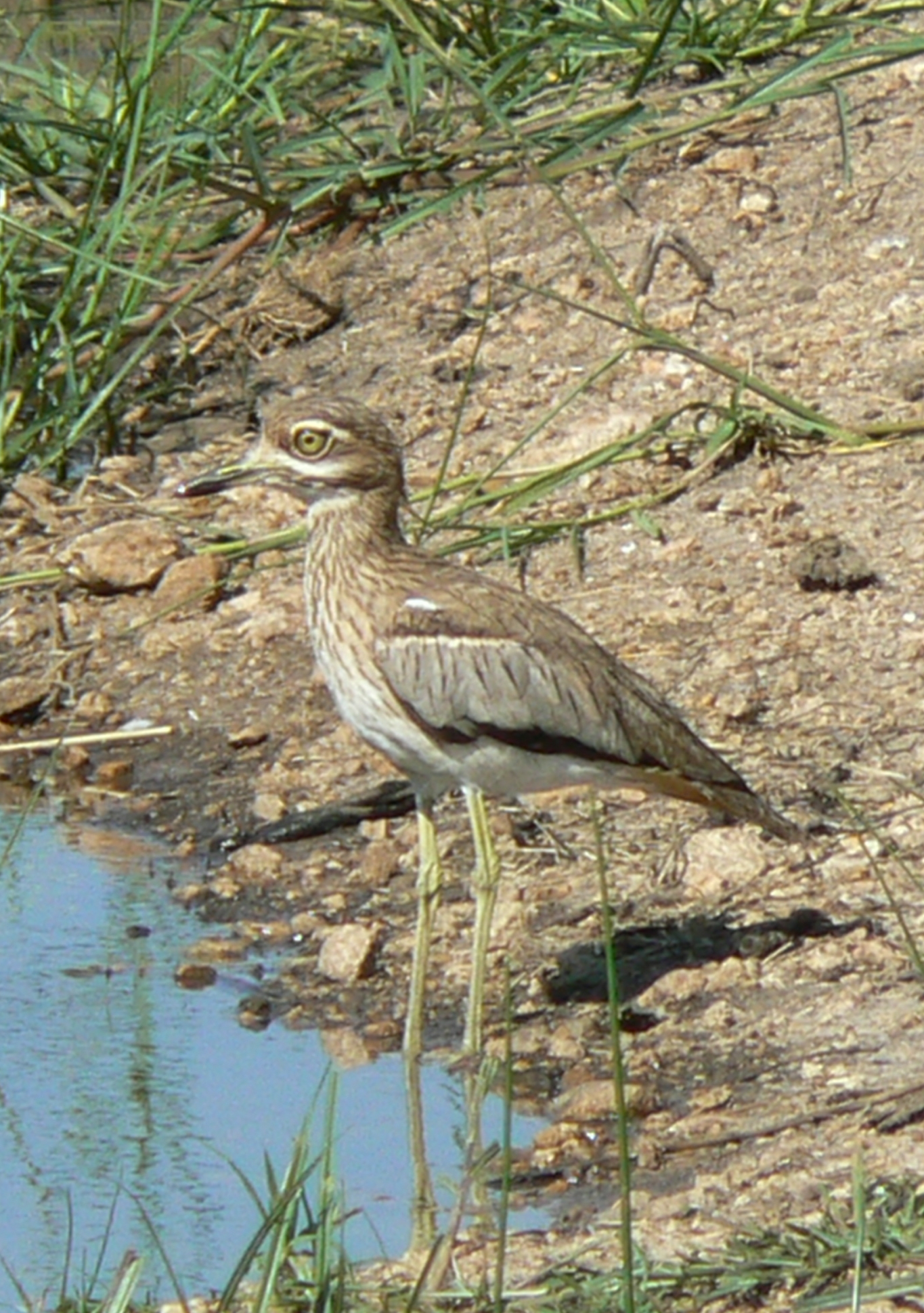
Burhinus vermiculatus